# إكسينغرافية
الإكسينُغرافية هي عادة كتابة الألفاظ الأجنبية على اللغة واستعمالها في متن اللغة مقتبسة بلفظها ومعناها.
مثال على ذلك استعمال ألفاظ لاتينية في اللغة الإنجليزية من بينها:
- «أي» i.e. = that is
- «رطل» lb. = pound
- «وهلم جرا» etc. = and so forth